# Чапргинци
Чапргинци су насељено мјесто у Западној Славонији. Припадају општини Окучани, у Бродско-посавској жупанији, Република Хрватска.

## Географија
Чапргинци се налазе на Псуњу. Удаљени су око 9 км сјеверно од Окучана.

## Историја
Чапргинци су се од распада Југославије до маја 1995. године налазили у Републици Српској Крајини. До територијалне реорганизације насеље се налазило у саставу бивше општине Нова Градишка.

## Становништво
Према попису становништва из 2011. године, насеље Чапргинци је имало 3 становника.
| Националност       | 2001. | 1991. | 1981. | 1971. | 1961. |
| Срби               | 5     | 94    | 102   | 129   | 127   |
| Југословени        | —     |       | 18    | 7     |       |
| Хрвати             | 8     |       |       |       | 1     |
| остали и непознато |       |       | 3     |       |       |
| Укупно             | 13    | 94    | 123   | 136   | 128   |

| Демографија | Демографија | Демографија |
| Година      | Становника  | Становника  |
| ----------- | ----------- | ----------- |
| 1961.       | 128         |             |
| 1971.       | 136         |             |
| 1981.       | 123         |             |
| 1991.       | 94          |             |
| 2001.       | 13          |             |
| 2011.       |             | 3           |